# Пенджиев, Эгем
Эгем Пенджиев (1912—1984) — первый секретарь Ходжамбасского райкома Компартии Туркменистана, Герой Социалистического Труда (30.04.1966).

## Биография
Родился в 1912 г. в кишлаке Кыркойли в Туркмении (в советское время — Ходжамбасский район).
С 1931 г. — директор школы. В 1935—1940 гг. на комсомольской работе. Затем — председатель райисполкома, секретарь райкома, директор МТС.
В 1960-х годах — первый секретарь Ходжамбасского райкома Компартии Туркменистана.
За то, что Ходжамбасский район (в отличие от соседних) намного перевыполнил план Семилетки (1959—1965) по государственным закупкам хлопка-сырца, удостоен звания Героя Социалистического Труда (30.04.1966).
Депутат Верховного Совета Туркменской ССР V, VI, VII созывов (1959—1971).
С 1970-х гг. персональный пенсионер союзного значения.
За многолетнюю безупречную работу в партийных и советских органах и в связи с семидесятилетием со дня рождения награждён Почётной грамотой Верховного Совета Туркменской ССР (1982).
Умер 4 мая 1984 года после тяжёлой продолжительной болезни.